# Plexitartessus pulchellus
Plexitartessus pulchellus är en insektsart som beskrevs av Spångberg 1878. Plexitartessus pulchellus ingår i släktet Plexitartessus och familjen dvärgstritar. Inga underarter finns listade i Catalogue of Life.